# Leota (Minnesota)
 (juin 2025).
Leota est une census-designated place située dans le comté de Nobles, dans l’État du Minnesota, aux États-Unis. Lors du recensement de 2020, elle comptait 202 habitants.